# Hörnasjön (Östra Frölunda socken, Västergötland)
Hörnasjön är en sjö i Svenljunga kommun i Västergötland och ingår i Ätrans huvudavrinningsområde.